# Abraham Charité
Abraham "Bram" Charité, född 25 augusti 1917 i Haag, död 26 februari 1991 i Haag, var en nederländsk tyngdlyftare.
Charité blev olympisk bronsmedaljör i +82,5-kilosklassen i tyngdlyftning vid sommarspelen 1948 i London.